# 阿布努湖
阿布努湖是俄羅斯的湖泊，位於車里雅賓斯克州的前高加索山腳地區，屬於喀斯特地形，距離新羅西斯克約14公里，海拔高度84米，長約2,600米、闊600米，最大深度10米。

## 外部連結
- Origin of the lake
- Information on kuban-tourism.ru